# Edward Sommerville
Edward Sommerville, född 21 mars 2005, är en australisk simmare.

## Karriär
Vid kortbane-VM 2024 i Budapest var Sommerville en del av Australiens kapplag som tog silver och noterade ett nytt oceaniskt rekord på 4×200 meter frisim.